# 復讐代行
復讐代行（ふくしゅうだいこう）は、依頼者から報酬を受け取り、その依頼者が恨みを持っている標的の人に対する復讐を請け負う仕事である。この業務を行う者、あるいはその集団を復讐屋ということもある。
この業務を行う者の多くはインターネット上にウェブサイトを開設しており、検索してみれば復讐代行を行っている業者が大量に見つかる。業務を行うためには裏の世界に精通していなければならないので、探偵が副業として行っている、あるいは暴力団ないし右翼団体などの関係者の場合がある。
復讐対象者に対して無言電話をかけたり、大量の出前をしたり、ポストに異物を入れたりするなどの些細な嫌がらせを繰り返して精神的に追い込み、対象者の家族や勤務先に中傷メールを送る例があるという。実際に依頼者が対象者から不利益を受けているとは限らず、依頼者の逆恨みによる場合も多いという。
報酬の有無にかかわらず、復讐を請け負うこと自体は犯罪にはならないが、復讐を代行して犯罪行為を行った場合、その犯罪行為により処罰される可能性がある。また依頼人も共謀共同正犯又は教唆犯として処罰される。

## リスク
復讐代行に依頼する場合のリスクとして、トラブルが生じた際に公的な救済が期待できないことがある。社会通念上、第三者への加害などを内容とした請負契約等は民法上の公序良俗違反に該当し、その契約自体が無効となる可能性がある。典型は、依頼者との間で復讐代行を目的とした契約をした業者がそれを履行しない例である。
その契約自体が公序良俗違反で無効である場合には、依頼者は業者に対し履行させまたは代金の返還をさせる請求権を有さず、当然に民事訴訟等で公的な救済を求めることも出来ない。実際に、着手金前払いにより騙されるケースが非常に多く、「前金だけ受け取って何もしない詐欺業者」が殆どである。

## 逮捕された実例
- 2013年10月23日には探偵業を行っていた中国籍の者が復讐依頼を受けて数十万円の報酬を受け取り、対象者を中傷する匿名の電子メールを送信し、名誉毀損の容疑で広島県警に逮捕されている[4][5][6]。